# Liste der Äbte von Tennenbach
Die folgende Liste enthält alle Äbte des Klosters Tennenbach in chronologischer Reihenfolge:
- 1. Hesso, nach Angabe des Tennenbacher Nekrologs zum 1. Januar erster Abt von Tennenbach
- 2. Udalrich (1177–1184), nach Angabe des Tennenbacher Nekrologs zum 4. Januar zweiter Abt von Tennenbach. Er war einer der zwölf Mönche, welche in Frienisberg mit seinem Vorgänger Hesso aufgebrochen waren, um in Tennenbach eine neue Zisterze zu gründen. Darauf hat der Emmendinger Heimatforscher Ludwig Köllhofer in seiner Tennenbacher Äbtechronik im Pfarrblatt der katholischen Pfarrei St. Bonifatius in Emmendingen bereits am 27. September 1992 hingewiesen.
- 3. Konrad I. von Zeiningen (1184–1207), nach Angabe des Tennenbacher Nekrologs zum 22. November dritter Abt von Tennenbach. Er hatte infolge innerer Unruhen mit seinen Mönchen Tennenbach verlassen müssen, kehrte erst nach 18 Jahren aus dem Exil in Hausen bei Kenzingen zurück und stand dem Kloster insgesamt 26 Jahre vor.
- 4. Berthold von Urach (ca. 1210–1226), nach Angabe des Tennenbacher Nekrologs zum 22. November vierter Abt von Tennenbach. Er war ein Neffe Herzog Bertold V. von Zähringen und Bruder von Konrad von Urach.
- 5. Rudolf I. von Zähringen (1226–1256). Rudolfi de Isenburg (Rudolf von Üsenberg, Herr zu Kenzingen)
- 6. Burkard I. von Tusslingen (1256–1260), sein Porträt mit Wappen befindet sich im Elztalmuseum, Waldkirch.
- 7. Heinrich von Falkenstein (1260–ca. 1279)
- 8. Meinward I. von Stühlingen (1279–1297) aus der Familie der Herren von Stühlingen, der damals Abt und wie sein Vorgänger ein guter Hausvater war, tilgte die meisten von seinen Vorfahren in widrigen Zeiten gemachten Schulden und ließ viele Kleinodien zum Glanze des äußeren Kultus verfertigen. Er erhielt – ein Zeichen besonderer Wohlgeneigtheit – von Graf Egino III. von Freiburg durch eine Urkunde vom 10. August 1291 für sich und seine Nachfolger das Bürgerrecht in der Stadt Freiburg unter ausdrücklicher Befreiung von allen bürgerlichen Lasten und Abgaben. Im Gegenzug hatte aber das Kloster den Freiburgern ein System von Wasserleitungen mit zahlreichen Hebewerken geschaffen. Ein Gleiches geschah in Villingen.
- 9. Meinward II. von Munzingen (1297–1317 ?), aus dem Geschlechte der Edlen von Munzingen trug ebenfalls zum äußeren Glanze des Gotteshauses bei, indem der das Haupt des hl. Johannes von Silber verfertigen und das Haupt der hl. Ursula aus dem von seinen Eltern ererbten Geschmeide mit kostbaren Steinen verzieren ließ.
- 10. Johannes I. von Todtnau (1317–1336)
- 11. Johannes II. Zenlin (1336–1353), Sohn des Freiburger Gerbers Heinrich Zenlin[1], war der bedeutendste Abt von Tennenbach; er stiftete auch das kostbare Tennenbacher Güterbuch 1317–41 (heute im Generallandesarchiv Karlsruhe) sowie ein gotisches Ziborium, welches sich heute im Germanischen Nationalmuseum in Nürnberg befindet (Kupfer, vergoldet und mit wunderbaren Emailiebildern).
- 12. Johannes III. Lepus (dt. Hase) (1353–1368) stammte aus Kenzingen. Nach anderen Angaben soll Abt Johannes Lepus im Jahre 1377 im Tochterkloster Wonnental verstorben sein. Auch wird dieser Abt im Zusammenhang mit Güntherstaler Besitz aktenkundig.
- 13. Jakob von Tanner (1368–1396); auch sein Bildnis mit redendem Wappen befindet sich im Elztalmuseum, Waldkirch.
- 14. Johannes IV. Mütterler (1396–1421), von Waldkirch. Unter Abt Johannes IV. Mütterler sollen 1406 Otto und Johannes von Hachberg, Markgrafen, vom römisch-deutschen König die Klostervogtei Tennenbachs erhalten haben – Abt Johannes wurde im Kapitelsaal Tennenbachs beigesetzt.
- 15. Rudolf Zoller (1421–1438) von Elzach
- 16. Martin Soensbach (1438–1448), Mann größter Gelehrsamkeit; während seiner Amtszeit nahm er am Konzil von Basel teil. Dort erhielt er für sich und seine Abtei Inful und Stab (Pontifikalien). Seither trugen die Äbte Tennenbachs diese Ehrenzeichen. Während seiner Amtszeit wurde das Kloster durch Überfälle der Armagnaken so schwer geschädigt, dass es langer Zeit bedurfte, um die Gebäude wieder bewohnbar zu machen. Die Armagnaken schwärmten nach der Schlacht bei St. Jakob an der Birs gegen die Eidgenossen durch den Breisgau und verheerten Stadt und Land.
- 17. Nikolaus I. Rieflin (1448–1449), auch Rüefferlin; ob er aus dem nahen Elsass oder der Schweiz stammte, wissen wir nicht. Letzteres ist aber naheliegender; von ihm wird aber berichtet, dass er nach nur kurzer Amtszeit abberufen und im Kapitel begraben wurde.
- 18. Burchard II. Iselin (1449–1483), entstammte vermutlich einem aus Basel nach Freiburg übergesiedelten Geschlecht. Unter ihm begann 1457 die in etlichen oberdeutschen Klöstern belegte Gebetsverbrüderung, hier mit den Schwestern des Zisterzienserinnenklosters Günterstal bei Freiburg.
- 19. Konrad II. Pfitelin (1483–1490) stammte aus Malterdingen.
- 20. Michael Sitz (1490–1508) aus Emmendingen, wurde wegen Unfähigkeit aus dem Amt gejagt.
- 21. Johannes V. Ringlin (1508–1540) von Villingen. Während seiner Regierung wurde 1525 das Kloster von markgräflichen Bauern geplündert und niedergebrannt.
- 22. Johannes VI. Rath (1540–1541) von Emmendingen
- 23. Sebastian Lutz (1541–1558) von Tübingen, ein leuchtender Stern in der Tennenbacher Klostergeschichte. Er konnte nicht nur das schwer geschädigte Kloster wieder empor bringen, sondern er hat förderte auch den guten geistlichen Stand seiner Söhne. Er kam nach der erzwungenen Resignation seines Vorgängers aus der Zisterzienserabtei Bebenhausen bei Tübingen und kehrte auch nach 20 mühsamen Jahren in Tennenbach als Abt dorthin zurück, aber nicht ohne dem Kloster noch vorher einen neuen Administrator gegeben zu haben.
- 24. Georg I. Fabri (1558–1566) von Endingen, war Zisterziensermönch in Tennenbach, wo er auch studierte. Sein Ansehen war so groß, dass die Mönche ihn zum 24. Abt wählten. Als Georg I. Fabri von Endingen regierte er von 1558 bis 1. Juni 1566. Von ihm wird berichtet, dass er viel Mühe hatte, restliche Schäden des Bauernkrieges zu beheben. Er wurde 1566 im Kapitelsaal von Tennenbach beigesetzt.
- 25. Friedrich Abstetter (1566–1568) von Kenzingen. Von ihm ist nicht viel Greifbares geblieben, aber wir wissen, dass er in der Tennenbachischen Curia in Freiburg, also im Tennenbacher Hof, vermutlich bei einer Visitation starb und daraufhin im Kapitelsaal des Klosters begraben wurde. Nachrichten besagen, dass in jener Zeit wenig Nachwuchs ins Kloster eintrat und sich darum auch Gast-Mönche, also Exulanten anderer Zisterzienserabteien für Klösterämter in Tennenbach zur Verfügung stellten.
- 26. Johannes VII. Schirer (auch Schürer, 1568–1575) von Endingen; er tilgte die Schulden für den Wiederaufbau der im Bauernkrieg verwüsteten Abtei und begann den Wiederaufbau der Klosterkirche.
- 27. Georg II. Sartorius (1575–1576) von Endingen; er wurde wohl von seinem Landsmann Abt Johann VII. Schürer aus Tennenbach veranlasst, dort einzutreten. Am 3. Juli 1561 wird er in Freiburg als Religiose des Klosters Tennenbach immatrikuliert; damals schrieb er sich noch „Sartoris“ (des Schneiders). 1575/76 erscheint er als Abt Georg II. Sartori. Er wurde also Nachfolger seines Gönners Abt Johann VII. Schürer.
- 28. Joseph Weißhaar (1576–1585) aus Waldkirch
- 29. Martin II. Schleher, von Villingen, gewählt 1585
- 30. Adam Egeter von Geisingen, gewählt 1627
- 31. Bernhard Stolz von Gähwhyl, gewählt 1637
- 32. Hugo Buchstetter von Waldkirch, gewählt 1651
- 33. Nikolaus II., Göldlin, von Luzern, gewählt 1664
- 34. Robert Handmann von Villingen, gewählt 1679
- 35. Placidus Helmi von Burg, gewählt 1703
- 36. Martin III., Steiger, von Villingen, gewählt 1719
- 37. Anton Merz von Unterbaldingen, gewählt 1719
- 38. Leopold Münzer von Freiburg, gewählt 1724
- 39. Benedikt Stöckli von Altbreisach, gewählt 1754
- 40. Maurus Berier von Freiburg, gewählt 1765
- 41. Carl Kaspar von Reute, gewählt 1782
- 42. August Zwiebelhofer, (1803–06) von Raststatt, letzter Abt vor der Säkularisation